# Lillian Nduati
Lillian Nduati oder Lillian Wambui Nduati ist eine kenianische Sozialunternehmerin, Mitbegründerin von M-Farm, Gründerin von Ludique Works und Africa TechShift, Philanthropin und Expertin für Informationstechnologie, Innovationsstrategien, menschenzentriertes Design, Technologien für Inklusion, Nachhaltigkeit und Entwicklung, Impact Investment und verantwortungsvolle Künstliche Intelligenz.

## Ausbildung
Sie besuchte die Kianda School und lernte dort unter anderem Dramaturgie, Diskussionsführung und Journalismus. Anschließend studierte sie an der Strathmore University Nairobi Informationstechnologie. Bei der Nation Media Group hat sie zudem eine Ausbildung in Kommunikation und Medien absolviert.

## Karriere
Während ihre Studienzeit hat sie bereits Öffentlichkeitsarbeit für das Students Council gemacht. Nach dem Studium arbeite sie als Open-Data-Koordinatorin im iHub in Nairobi. Dort war sie auch mitbeteiligt an der Gründung von Akirachix. Bekannt wurde sie vor allem als Mitbegründerin von M-Farm.
Zusammen mit vier anderen Strathmore-Studentinnen Jamila Abbas, Susan Oguya, Catherine Kiguru und Linda Omwenga nahmen sie am IPO48 Competition 2011 teil, einem Wettbewerb zur Software-Entwicklung. Es gab 100 Teilnehmer, organisiert in siebzehn Teams. Die Aufgabe bestand darin, innerhalb von 48 Stunden ein marktfähiges Computerprogramm zu entwickeln. Der Wettbewerb wurde von der 2010 von Estland aus gegründeten Technologieplattform HumanIPO organisiert. Im November 2011 gewannen die fünf Frauen den Wettbewerb mit ihrer M-Farm Application. Das Programm ermöglicht Kleinbauern die unkomplizierte Zusammenarbeit mit Verbrauchern, Händlern und Kooperativen. Damit können sie ihre Produkte zu angemessenen Preisen ohne Zwischenhändler verkaufen. Das Preisgeld betrug 1 Million Kenia-Schilling (etwa 14.000 Euro).
Die Gruppe verwendete den Gewinn, um M-Farm Kenya Limited zu gründen. Jamila Abbas wurde CEO, Susan Oguya COO. Linda Omwenga und Catherine Kiguru übernahmen den Bereich Marketing und Lillian Nduati wurde für die Öffentlichkeitsarbeit zuständig.
Bei der Nation Media Group arbeitete sie als Journalistin für Wirtschaft und Technologie und entwickelte Tools für datenbasierten Journalismus.
2013 gründete sie StartupAcademy Ke, eine Plattform für Unternehmer in Subsahara-Afrika. Das Netzwerk vereint eine Community aus Unternehmern, Gründern, Beratern und Investoren.
Weiters gründete sie Red Cape Consult, eine Beraterfirma für Tech-Startups und technologiebasierte Unternehmen in Afrika.
2015 war sie Afrika-Kommunikationskoordinatorin von Impact Hub, dem weltweit größten Netzwerk, das sich auf den Aufbau unternehmerischer Communities für nachhaltige Wirkung konzentriert – ein Zentrum für Innovatoren, Visionäre und Unternehmer, die konkrete Lösungen für die drängendsten Probleme der Welt entwickeln. Impact Hub nutzt die globalen Ziele für nachhaltige Entwicklung (SDGs) als Maßstab, um die Wirkung des Netzwerks weltweit zu betrachten. Das Büro der Vereinten Nationen in Genf würdigte Impact Hub als Motor für Bemühungen zur Erreichung der SDGs durch unternehmerische und innovative Lösungen.  Es unterstützt wie Red Cape Consult Tech-Startups und technologiebasierte Unternehmen, die den Nachhaltigkeitszielen dienen.
Ab Oktober 2016 arbeitete sie für Code for Africa, den größten Zusammenschluss von Laboren für Bürgertechnologie und Datenjournalismus in Afrika. Er wurde vom International Center for Journalists ins Leben gerufen und verfügt über Labore für Bürgertechnologie in Kamerun, Äthiopien, Ghana, Kenia, Mosambik, Nigeria, Südafrika, Tansania und Uganda.
2017 gründete sie Ludique Works, ein Startup, das afrikanische Computerspiele entwickelt, ein Videospielverlag, der die Spielgewohnheiten der Menschen in Afrika verändern und gleichzeitig einzigartige afrikanische Geschichten erzählen möchte. Er hat inzwischen in 30 afrikanische Länder expandiert. Das Ziel ist es, die Videospielbranche in Afrika zu fördern und den Kontinent dabei zu unterstützen, Afrikas Geschichten über interaktive Medien weltweit zu verbreiten. Der Ansatz ist dreigleisig: 1) In bestehende Spielestudios zu investieren und gleichzeitig neue Studios durch Inkubation, Entwicklung und Plattformunterstützung zu fördern, um größere Marktsegmente zu erschließen. 2) Gaming-Communitys in afrikanischen Städten aufzubauen und auszubauen und gleichzeitig ein Netzwerk von Spielestudios auf dem gesamten Kontinent aufzubauen. 3) Starke Partnerschaften in mehreren afrikanischen Ländern aufzubauen. Die Spiele handeln in afrikanischen Umgebungen, es geht um afrikanische Themen und sie haben auch einen pädagogischen Aspekt, der auch auf die afrikanischen Verhältnisse zugeschnitten ist.
2018 arbeitete sie für das Amt der Vereinten Nationen für die Koordinierung humanitärer Angelegenheiten (UNOCHA) im HXD Data Lab in den Niederlanden. 2019 arbeitete sie für World Food Programme der UNO in Italien. Von 2018 bis 2023 war sie Vorsitzende des Beirats für digitale Prinzipien (Digital Impact Alliance) bei den Vereinten Nationen.
2018 gründete sie Africa TechShift.
Von 2019 bis 2023 war sie Stellvertretende Direktorin des UK-Kenia Tech Hub. Das UK-Kenya Tech Hub ist Teil des internationalen Tech Hub-Netzwerks des britischen Ministeriums für Digitales, Kultur, Medien und Sport im Rahmen einer Initiative der britischen Regierung zur Förderung der digitalen Inklusion und des inklusiven Wachstums der digitalen Ökosysteme in Partnerländern. Neben Kenia gibt es Hubs in Nigeria, Südafrika, Indien, Indonesien und Brasilien.
Seit 2023 arbeitet sie bei der Mastercard Foundation als Leiterin des Impact Labs. In dieser Rolle verantwortet sie die Entwicklung und Umsetzung von Innovations- und Evaluierungsinitiativen, die darauf abzielen, die Wirkung der Programme der Stiftung zu maximieren und systemische Veränderungen zu fördern.

## Derzeitige Hauptaufgaben bei der Mastercard Foundation
Nduati führt Netzwerke von Evaluierungs-Labors in Afrika und Kanada ein, um innovative Ansätze zur Messung und Verbesserung der Wirkung der Programme zu entwickeln. Sie sorgt dafür, dass junge Menschen aktiv in die Gestaltung und Bewertung der Programme einbezogen werden, um sicherzustellen, dass ihre Perspektiven und Bedürfnisse berücksichtigt werden. Sie stellt sicher, dass indigene afrikanische und kanadische Wissenssysteme in die Evaluierungsprozesse einfließen, um eine kulturell angemessene und inklusive Wirkungsmessung zu gewährleisten. Unter ihrer Leitung werden neue Methoden zur Datenerhebung entwickelt, die es ermöglichen, die Auswirkungen der Programme besser zu verstehen und anzupassen. Sie repräsentiert zudem die Impact Labs der Mastercard Foundation in externen professionellen Foren und Netzwerken im Bereich Evaluation und Wirkungsmessung. Ihre Arbeit trägt wesentlich dazu bei, die Strategie Young Africa Works der Mastercard Foundation umzusetzen, die darauf abzielt, jungen Menschen in Afrika, insbesondere Frauen, Zugang zu qualitativ hochwertiger Bildung, finanziellen Dienstleistungen und menschenwürdiger Arbeit zu ermöglichen.